# Methyl-n-propylether
Methyl-n-propylether ist eine chemische Verbindung aus der Gruppe der Ether. Die Verbindung liegt bei Raumtemperatur als leicht entzündliche Flüssigkeit vor. Sie ist isomer zum Methylisopropylether.

## Eigenschaften
Methyl-n-propylether ist eine brennbare Flüssigkeit und isomer zu Diethylether. Sie hat eine kritische Temperatur von 203,1 °C, einen kritischen Druck von 3,8 MPa und eine kritische Dichte von 0,27 kg/l.

## Verwendung
Methyl-n-propylether wird als Narkosemittel und als Zwischenprodukt für andere organische Verbindungen verwendet.

## Sicherheitshinweise
Die Dämpfe von Methyl-n-propylether können mit Luft ein explosionsfähiges Gemisch bilden.